# Крыловское сельское поселение (Крыловский район)
Крыловское сельское поселение — муниципальное образование в составе Крыловского района Краснодарского края России.
В рамках административно-территориального устройства Краснодарского края ему соответствует Крыловский сельский округ.
Административный центр — станица Крыловская.

## Население
| 2010    | 2012    | 2013    | 2014    | 2015    | 2016    | 2017    |
| ------- | ------- | ------- | ------- | ------- | ------- | ------- |
| 13 944  | ↘13 809 | ↘13 683 | ↘13 487 | ↘13 240 | ↘13 084 | ↘13 035 |
| 2018    | 2019    | 2020    | 2021    | 2023    |         |         |
| ↘12 995 | ↘12 942 | ↘12 837 | ↗13 019 | ↘12 808 |         |         |

## Населённые пункты
В состав сельского поселения (сельского округа) входят 3 населённых пункта:
| № | Населённый пункт | Тип населённого пункта | Население (чел.) |
| - | ---------------- | ---------------------- | ---------------- |
| 1 | Ея               | хутор                  | ↘89              |
| 2 | Казачий          | хутор                  | ↗234             |
| 3 | Крыловская       | станица                | ↘12 797          |

## Экономика
В районе находятся: различных предприятий, учреждений и организаций — 51; торговых точек — 68; крестьянско-фермерских хозяйств — 115.